# Hans Meyer-Kassel
Hans Meyer-Kassel (* 8. März 1872 in Kassel; † 30. August 1952 in Genoa, Nevada) war ein deutscher Landschafts-, Marine- und Porträtmaler sowie Grafiker, Illustrator und Zeichner.

## Leben und Wirken

### Ausbildung und frühes Werk
Hans Meyer-Kassel, Sohn eines Bankiers, studierte gegen den elterlichen Willen Malerei in München. Von 1892 bis 1904 war er mit Unterbrechungen Schüler von Friedrich Fehr und Ludwig Schmid-Reutte. Erste belegte Arbeit ist ein Stillleben von 1893, das im Kunstverein Stuttgart ausgestellt wurde. 1895 unterhielt er ein eigenes Atelier in München. Seine frühen Arbeiten erinnern an Frits Thaulow und Gotthardt Kuehl. Hans Meyer-Kassel war beteiligt an Jahres-Ausstellung im Glaspalast in München. In dieser Zeit fertigte er auch kunstgewerbliche Entwürfe wie Buchschmuck, Plaketten u. a. 1904 ging er zurück nach Kassel, wo er als Konservator arbeitete und Geschäftsführer des Kunstvereins für Kurhessen wurde. Von 1912 bis 1915 unterrichtete er an der Kunsthochschule Kassel. Im Ersten Weltkrieg war er ab 1915 als „Kriegsmaler“ in Lothringen Kriegsteilnehmer. 1917 erhielt er den Professoren-Titel durch Kaiser Wilhelm II., nachdem er eine Kaiser-Nichte porträtiert hatte. Er genoss als Bildnismaler besonders hohe Wertschätzung und porträtierte zahlreiche europäische Würdenträger. Bis 1918 arbeitete er in unregelmäßigen Abständen in der Willingshäuser Malerkolonie. In dieser Zeit malte er mit skizzenhaft lockerer Pinselführung von spätimpressionistisch geprägter Leichtigkeit. Beispielhaft ist aus dieser Zeit sein Gemälde Sommergäste am Strand von Swinemünde von 1914.

### Auswanderung in die USA
1922 wanderte er, vermutlich aus wirtschaftlichen Gründen, in die Vereinigten Staaten aus. Dort arbeitete er zehn Jahre beim Central Studio House in New York. Diese Lebensphase war schwierig, da er seinen künstlerischen Ruf neu begründen musste. Er malte immer noch geprägt durch Impulse aus der Münchner Zeit. Es entstanden Ansichten von New York und des städtischen Lebens, Marinebilder, Stillleben und bald auch wieder Porträts von Prominenten wie Gouverneuren und Universitäts-Senatoren. Hans Meyer-Kassel reiste im Auftrag des Norddeutschen Lloyd nach Spitzbergen und in die Arktis und stellte die künstlerischen Ergebnisse dieser Reisen 1932 im Brooklyn Museum of Art in New York aus. Von 1932 bis 1935 war er Dozent und Gastkünstler am Amherst College in Amherst (Massachusetts). Meyer-Kassel ging 1937 nach Nevada und lebte in Reno, ab 1942 in Carson City. Von 1942 stammt sein bekanntes Porträt von James Edward Church. Ab 1945 lebte er in Genoa (Nevada). Er erhielt nun kaum noch Porträtaufträge und malte vor allem Landschaften, Blumenbilder und allegorische Szenerien sowie Entwürfe zu Titelbildern von Magazinen. Seine Porträts in Öl, Pastell und Tempera wurden mehrfach ausgezeichnet. Sein Nachlass umfasst 600 Gemälde.

## Ausstellungen

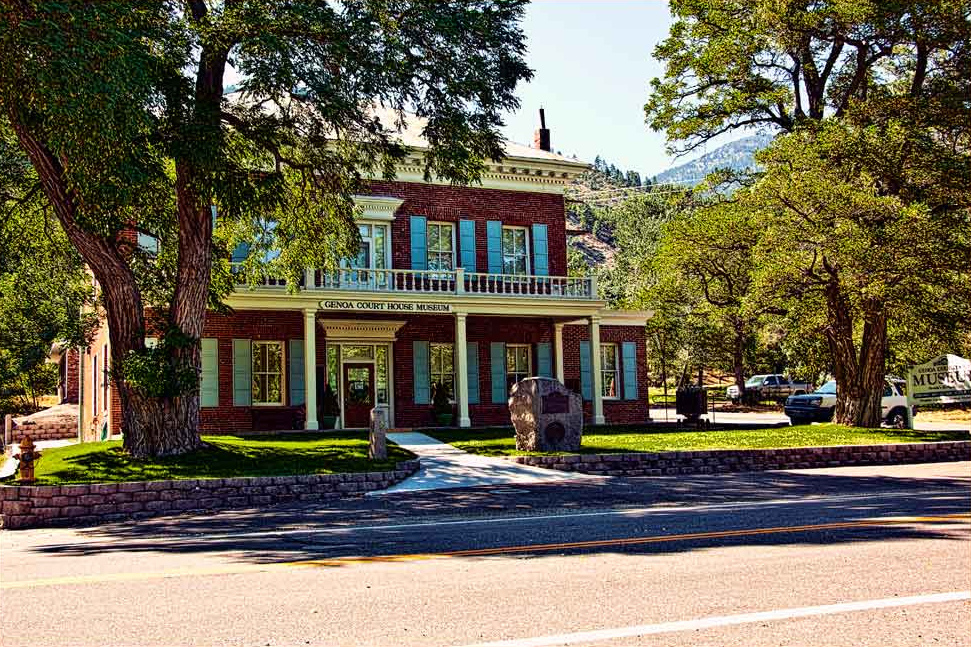
Genoa Courthouse Museum

- 1897: Kunstverein für Kurhessen, Kassel
- 1932: Brooklyn Museum of Art, New York
- 1961: California Palace of the Legion of Honor (Retrospektive), San Francisco
- 1985: Genoa, Courthouse Museum
- 2003: Genoa, Courthouse Museum

## Werke in Sammlungen
- Neue Galerie, Kassel
- Stadtmuseum Kassel, Kassel
- Nevada State Capitol, Carson City
- Kunstsammlungen Zwickau, Zwickau